# Stephen Clarke (pływak)
Stephen Clarke  (ur. 21 lipca 1973 w Sutton Coldfield) – kanadyjski pływak i brązowy medalista z Letnich Igrzysk Olimpijskich w Barcelonie.

## Starty olimpijskie (medale)
Barcelona 1992
- 4 × 100 m stylem zmiennym –  brąz[1]